# Первоцвет Бисса
Первоцвет Бисса (лат. Primula beesiana) — многолетнее травянистое растение из рода Первоцвет. Родина растения — горные районы Китая.

## Описание
Многолетнее полувечнозелёное травянистое растение. Относится к группе канделябровые первоцветы, которая объединяет виды, у которых мутовчатые соцветия расположены ярусами.
Листья овально-ланцетные, закругляются, достигают 50 см в длину. 
Цветки розово-сиреневого или красного цвета, внутри с жёлтым глазком, достигают 2 см в диаметре, собраны в соцветия на высоком цветоносе. Цветение продолжается около месяца.

## Распространение и места обитания
Растение влажных лугов, берегов ручьев и горных потоков северо-запада Китая, живущее на высоте 2600 м.

## История
Впервые вид был представлен Джорджем Форрестом из провинции Юньнань, Китай, в 1906 году и назван в честь Артура Булли, его первого спонсора, который был торговцем хлопком из Ливерпуля и заядлым садовником-любителем. Он основал питомник Bees Ltd. и был ответственным за интродукцию многих выносливых растений и альпийских растений в Великобританию в начале XX века.

## Таксономия
Растение, ранее известное как Primula beesiana, теперь считается синонимом Primula bulleyana subsp. beesiana (Forrest) A.J.Richards — подвидом Первоцвета Буллея (Primula bulleyana). По размеру и форме оно похоже на своего родителя, но имеет сиреневые цветы. Он также является лауреатом премии RHS.